# TI-84
TI-84 Plus och TI-84 Plus Silver edition är grafritande miniräknare från Texas Instruments som släpptes 2004. Till skillnad från föregången TI-83, har det aldrig funnits en modell med beteckningen TI-84, utan endast TI-84 Plus och TI-84 Plus Silver Edition.

## TI-84 Plus
Ti-84 Plus är en uppföljare till TI-83 Plus. De är ungefär likadana räknare, men om man jämför med TI-83 Plus så är minnet ungefär 3 gånger så stort och processorn är ungefär 2,5 gånger snabbare. Man har även lagt till en USB-anslutning och en inbyggd klockfunktion.
Miniräknarserien TI-84 Plus stödjer flera programspråk. Det finns tre olika typer av program som kan köras på TI-84 Plus: TI-BASIC, Z80-assembler, och Flash-applikationer (också skrivna i Z80-assembler). Puzzpack och Finnpack är några exempel på populära program som tillhör den sistnämnda kategorin.

### Tekniska specifikationer
Processor
15 MHz ZiLOG Z80
Minne
128KB eller 48 KB RAM (24KB tillgängligt för användaren), 480K Flash ROM
Skärmstorlek
96x64 pixlar, 16x8 tecken
Anslutningar
I/O & USB Mini Port
Batteri
4 st AAA (R03) och 1 SR44 för backup

## TI-84 Plus Silver Edition

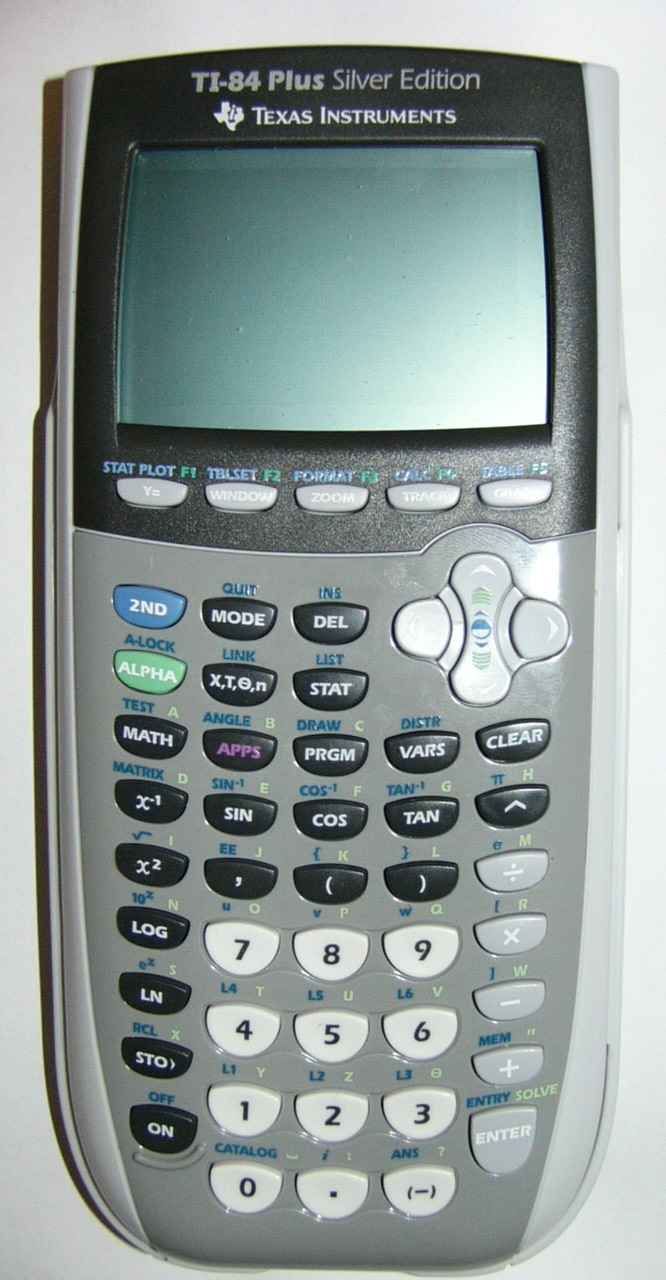
TI-84 Plus Silver Edition

TI-84 Plus Silver Edition är en uppdatering till TI-83 Plus Silver Edition. Det mesta är likt TI-84 Plus men den har större minne och utbytbara skal. Fler applikationer följer även med.

### Tekniska specifikationer
Processor
15 MHz ZiLOG Z80
Minne
128KB eller 48 KB RAM (24KB tillgängligt för användaren), 1,5 MB Flash ROM
Skärmstorlek
96x64 pixlar, 16x8 tecken
Anslutningar
I/O & USB Mini Port
Batteri
4 st AAA (R03) och 1 SR44 för backup